# Hernán Díaz
Hernán Edgardo Díaz (Barrancas, 1965. február 26. –) argentin válogatott labdarúgó.

## Pályafutása

### Klubcsapatban
Pályafutását az argentin másodosztályban kezdte a Rosario Centralban 1985-ben. Ezt követően egy kis időt a Los Andes csapatánál töltött el, majd visszatért a Rosario Centralhoz, mellyel megnyerte az 1986–87-es bajnokságot.
1989-ben a River Plate játékosa lett. Az 1989–90-es szezonban hozzásegítette csapatát a bajnoki címhez. A River színeiben összesen 8 bajnokságot nyert, emellett 1996-ban a Copa Libertadorest, 1997-ben a Supercopa Sudamericanát is sikerült elhódítania csapatával. A 10 címével, a River Plate történetének második legeredményesebb játékosa Leonardo Astrada után, akinek 11 van.
2000-ben egy kis ideig a Colón együttesét erősítette, majd visszatért a Riverhez. 2001-ben fejezte be a pályafutását.

### A válogatottban
1987 és 1998 között 28 alkalommal játszott az argentin válogatottban és 3 gólt szerzett. Részt vett az 1987-es és az 1989-es Copa Américán, az 1988. évi nyári olimpiai játékokon, illetve az 1994-es világbajnokságon.

## Sikerei, díjai

### Játékosként
Rosario Central
- Argentin bajnok (1): 1986–87

River Plate
- Argentin bajnok (8): 1989–90, 1991 Apertura, 1993 Apertura, 1994 Apertura, 1996 Apertura, 1997 Clausura, 1997 Apertura, 1999 Apertura
- Copa Libertadores (1): 1996
- Supercopa Sudamericana (1): 1997

Argentína
- Copa América bronzérmes (1): 1989

## Külső hivatkozások
- Hernán Díaz adatlapja a National-Football-Teams.com oldalon (angolul)

- Hernán Díaz (francia, angol nyelven). FootballDatabase.eu